# Rivière Boivin (vattendrag i Kanada, lat 49,27, long -79,33)
Rivière Boivin är ett vattendrag i Kanada.   Det ligger i provinsen Québec, i den sydöstra delen av landet, 500 km nordväst om huvudstaden Ottawa.
I omgivningarna runt Rivière Boivin växer i huvudsak blandskog. Trakten runt Rivière Boivin är nära nog obefolkad, med mindre än två invånare per kvadratkilometer.